# Brachyglottis

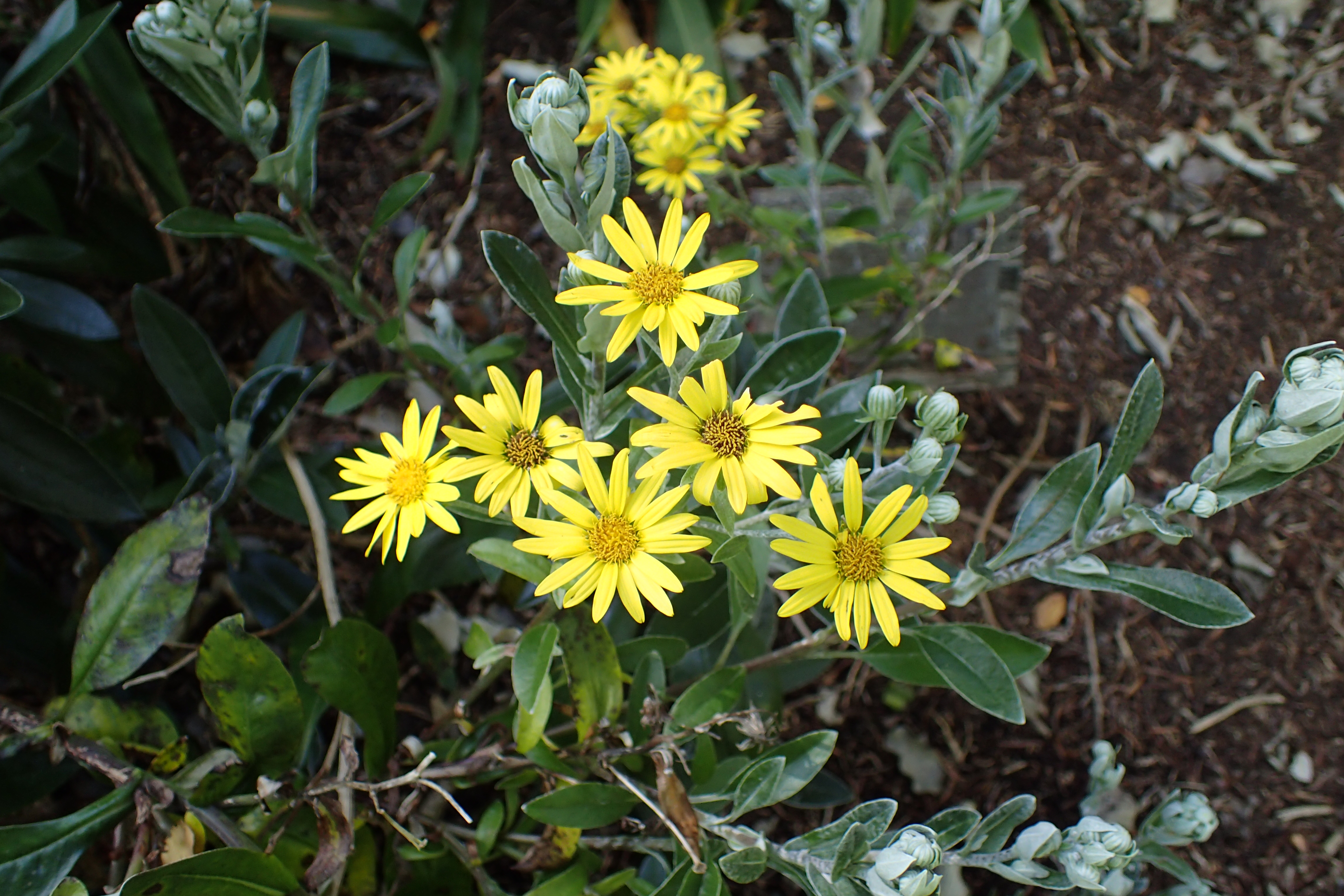
Brachyglottis laxifolia

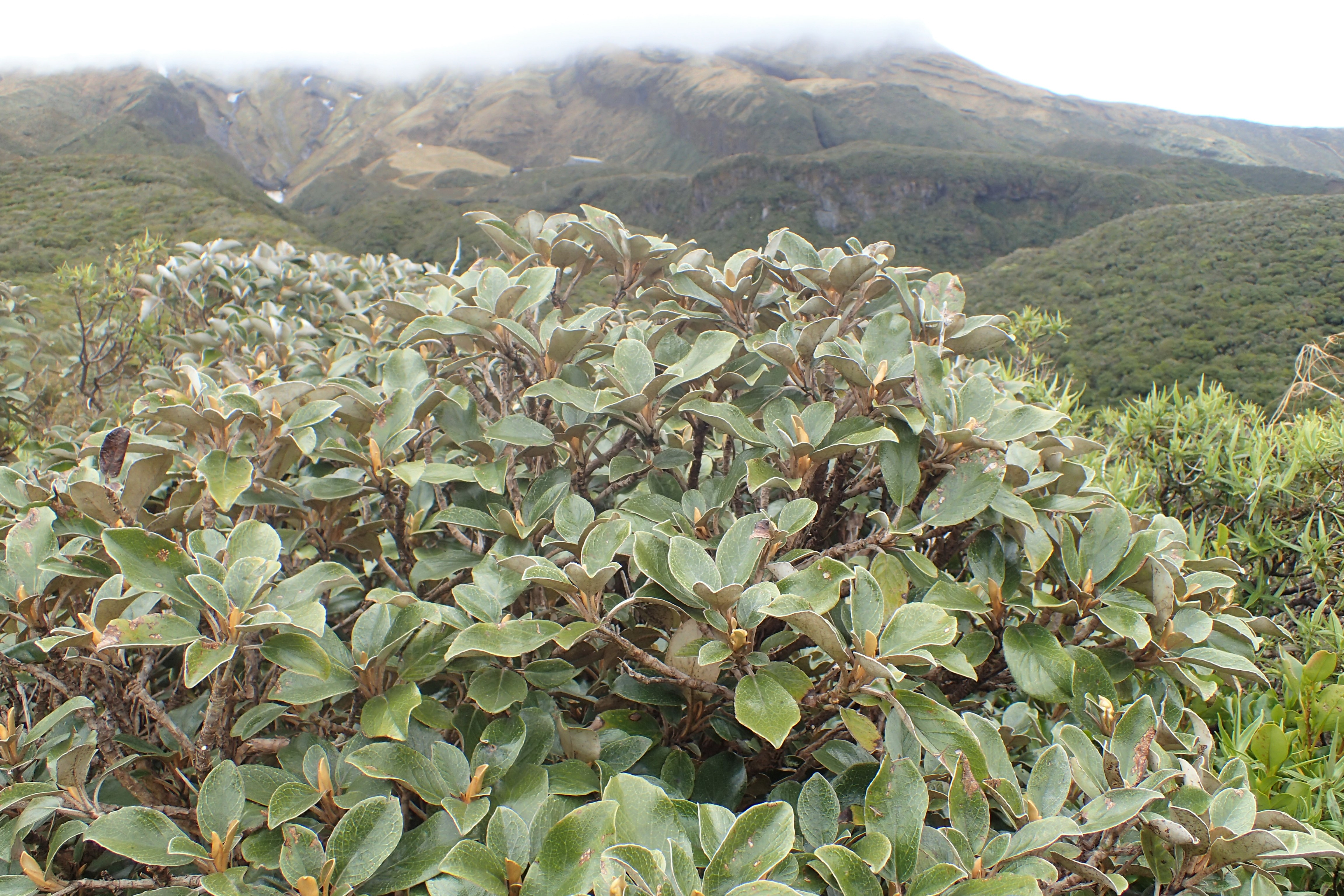
Brachyglottis elaeagnifolia

Brachyglottis – rodzaj roślin z rodziny astrowatych (Asteraceae). Obejmuje ok. 31–40 gatunków. W większości występują w Nowej Zelandii, gdzie rośnie ich 27 gatunków (wszystkie są endemitami). Poza tym przedstawiciele rodzaju występują na Wyspach Chatham, na Tasmanii, podawani są z Nowej Kaledonii i wysp Vanuatu, a przy szerokim ujęciu systematycznym lub jako prawdopodobni występować mają też na Madagaskarze i w Ameryce Południowej. Rosną w różnych siedliskach – na terenach skalistych (także w strefie alpejskiej), w lasach, często nad rzekami.
Liczne gatunki są uprawiane jako ozdobne, w tym odmiany mieszańcowego pochodzenia.

## Morfologia
PokrójW większości krzewy i niewysokie drzewa do 6 m, rzadko pnącza (B. sciadophila), byliny o grubym kłączu i półkrzewy. Zwykle rośliny rozłożyste. Drewno z miękkim rdzeniem, żywiczne.
LiścieSkrętoległe, zimozielone, łodygowe (przy czym nie skupiają się tylko na szczytach pędów) lub skupione w rozetę przyziemną, siedzące lub ogonkowe, często skórzaste, od spodu biało lub brązowo owłosione (włoski T-kształtne), zazwyczaj całobrzegie, rzadziej ząbkowane lub klapowane, zawsze pierzasto użyłkowane.
KwiatyZebrane w koszyczki wyrastające pojedynczo lub skupione po kilka lub wiele w baldachogroniaste kwiatostany złożone. Listki okrywy nieliczne, zwykle 8, w jednym szeregu. Kwiaty w koszyczku zwykle zróżnicowane – wewnętrzne obupłciowe, promieniste z koroną rurkowatą, pięciołatkową na szczycie, kwiaty brzeżne żeńskie (liczne, nieliczne lub ich brak). W kwiatach obupłciowych pręcików jest 5. Zalążnia jest dolna, jednokomorowa, z pojedynczym słupkiem rozwidlonym na końcach. Kwiaty są barwy białej, kremowej lub żółtej.
OwoceNiełupki podługowate, nagie lub owłosione, żeberkowane, z bardzo licznymi, trwałymi i białymi ośćmi puchu kielichowego.
Rodzaje podobneGatunki biało kwitnące mogą być mylone z przedstawicielami rodzaju Olearia, od których różnią się walcowatymi, a nie spłaszczonymi szyjkami słupka.

## Systematyka
Pozycja systematyczna
Rodzaj z podplemienia Tussilagininae, z plemienia  Senecioneae i podrodziny Asteroideae w obrębie rodziny astrowatych (Asteraceae). W różnych ujęciach włączane tu są gatunki z rodzajów (tworzące w efekcie synonimy): Dolichoglottis, Haastia, Traversia, Urostemon i Papuacalia, wyodrębniane zaś są gatunki z rodzaju Bedfordia. W bardzo szerokich ujęciach rodzaju starzec Senecio gatunki z rodzaju Brachyglottis są do niego włączane.
Wykaz gatunków
- Brachyglottis adamsii (Cheeseman) B.Nord.
- Brachyglottis arborescens W.R.B.Oliv.
- Brachyglottis bellidioides  (Hook.f.) B.Nord.
- Brachyglottis bidwillii (Hook.f.) B.Nord.
- Brachyglottis bifistulosa (Hook.f.) B.Nord.
- Brachyglottis buchananii (J.B.Armstr.) B.Nord.
- Brachyglottis caledoniae (Biehler) DC.
- Brachyglottis cassinioides  (Hook.f.) B.Nord.
- Brachyglottis × christense nii (Cockayne) B.Nord.
- Brachyglottis cockaynei (G.Simpson & J.S.Thomson) B.Nord.
- Brachyglottis compacta (Kirk) B.Nord.
- Brachyglottis elaeagnifoli a (Hook.f.) B.Nord.
- Brachyglottis forsteri DC.
- Brachyglottis greyi (Hook.f.) B.Nord.
- Brachyglottis haastii (Hook.f.) B.Nord.
- Brachyglottis hectori (Buchanan) B.Nord.
- Brachyglottis huntii (F.Muell.) B.Nord.
- Brachyglottis lagopus (Raoul) B.Nord.
- Brachyglottis × lapidosa (Cheeseman) B.Nord.
- Brachyglottis laxifolia (Buchanan) B.Nord.
- Brachyglottis × matthewsii  (Petrie) B.Nord.
- Brachyglottis monroi (Hook.f.) B.Nord.
- Brachyglottis myrianthos (Cheeseman) D.G.Drury
- Brachyglottis pentacopa (D.G.Drury) B.Nord.
- Brachyglottis perdicioides  (Hook.f.) B.Nord.
- Brachyglottis × remotifoli a (Petrie) B.Nord.
- Brachyglottis repanda J.R.Forst. & G.Forst.
- Brachyglottis revoluta (Kirk) B.Nord.
- Brachyglottis rotundifolia  J.R.Forst. & G.Forst.
- Brachyglottis saxifragoide s (Hook.f.) B.Nord.
- Brachyglottis sciadophila (Raoul) B.Nord.
- Brachyglottis southlandica  (Cockayne) B.Nord.
- Brachyglottis × spedenii (Petrie) B.Nord.
- Brachyglottis stewartiae (J.B.Armstr.) B.Nord.
- Brachyglottis traversii (F.Muell.) B.Nord.
- Brachyglottis turneri (Cheeseman) C.J.Webb